# Pozdeň
Pozdeň (Duits: Posden of Poßden) is een Tsjechische gemeente in de regio Midden-Bohemen en maakt deel uit van het district Kladno. Het dorp ligt op 11 km afstand van Slaný.
Pozdeň telt 461 inwoners (2023).

## Geografie
De gemeente Pozdeň bestaat uit de volgende plaatsen:
- Pozdeň;
- Hřešice.

## Etymologie
De naam Pozdeň  is afgeleid van de persoonsnaam Pozden. In historische bronnen komt de dorpsnaam voor in de vormen Pozdna (1321, 1352 tot rond 1405), in Pozdna (1415), van Pozdna (1432), Pozden (1458) en Poszden (1785).

## Geschiedenis
De eerste schriftelijke vermelding van het dorp dateert van 1321.
In 1949 werd een steenkoolmijn geopend nabij het dorp, maar deze was slechts korte tijd in bedrijf: vanwege de grote watertoevoer en de kleine steenkoolreserves werd de mijn in 1954-1955 gesloten.
Sinds 1960 is Pozdeň een zelfstandige gemeente binnen het district Kladno.

## Faciliteiten
Er is een voetbalveld van de lokale sportvereniging in het dorp.

## Verkeer en vervoer

### Autowegen
Weg II/237 loopt door de gemeente en verbindt Pozdeň met Rakovník, Nové Strašecí, Třebíz en Peruc.

### Spoorlijnen
Er is geen spoorlijn of station binnen de gemeente. Het dichtstbijzijnde station is Klobuky v Čechách, op 8 km afstand. Dat station is gelegen aan spoorlijn 110 Kralupy nad Vltavou - Slaný - Louny.

### Buslijnen
Er zijn drie bushaltes in de gemeente: Pozdeň, Pozdeň, Hřešice en Pozdeň, Hřešice (rybník). Alle drie de haltes worden bediend door lijn 588 Slaný - Milý van vervoerder ČSAD Slaný.

## Bezienswaardigheden
- Johannes de Doperkerk uit 1854;
- Standbeeld van Sint Johannes van Nepomuk uit 1746;
- Monument voor de gevallenen van de Eerste en Tweede Wereldoorlog.

## Galerĳ

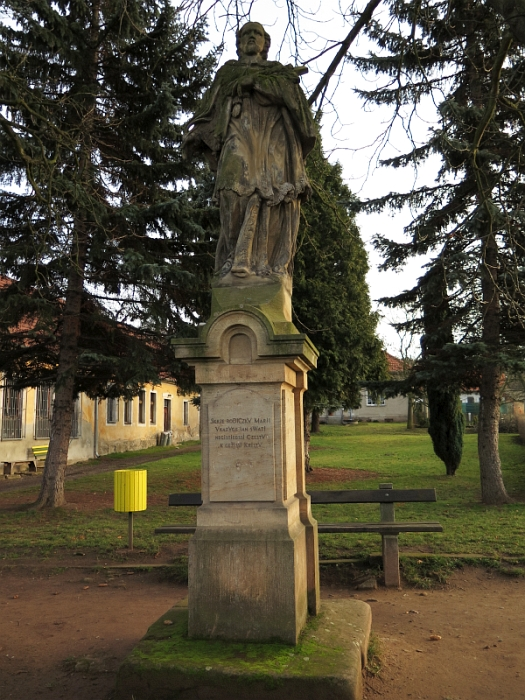
Standbeeld van Sint Johannes van Nepomuk
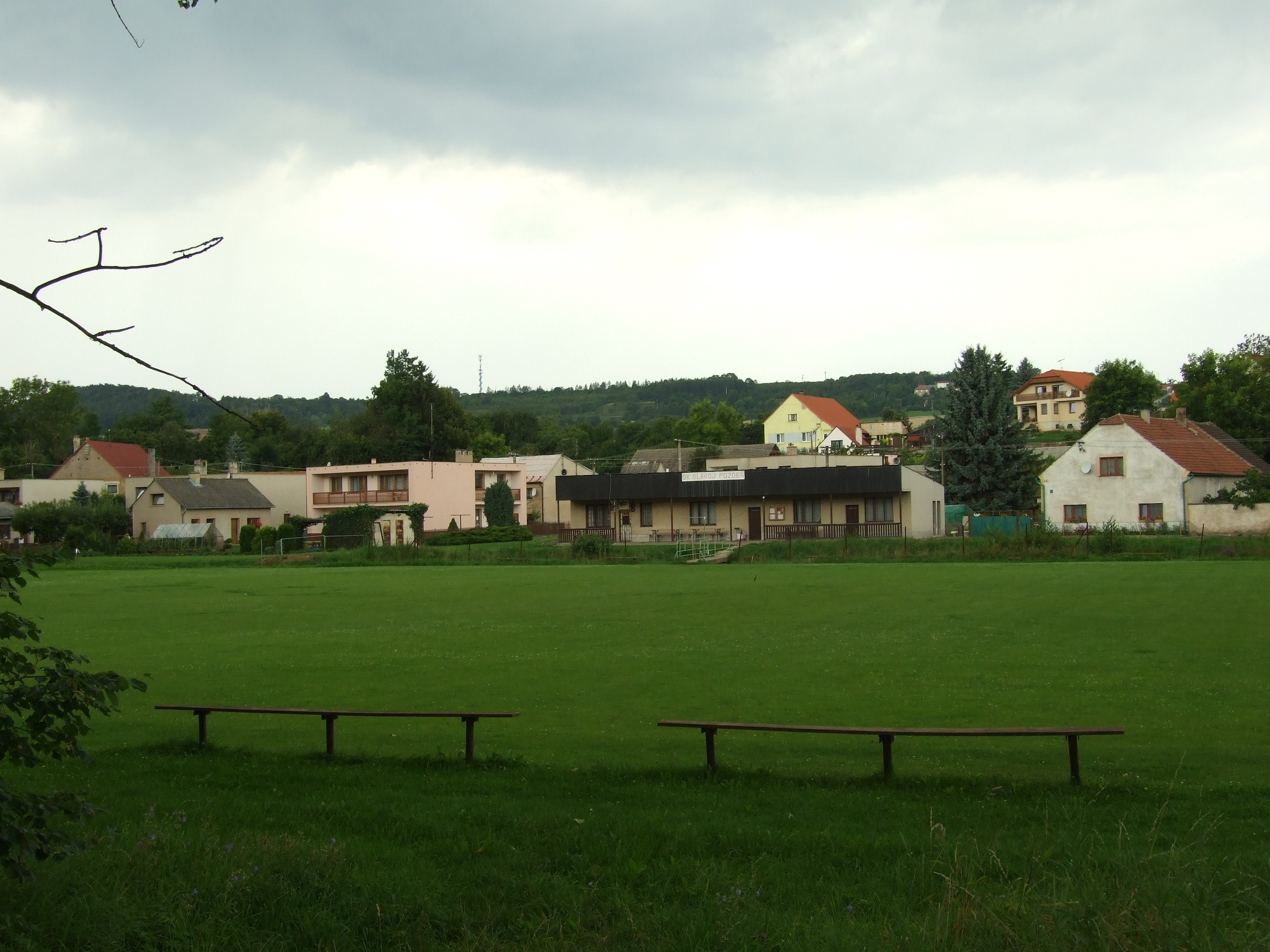
Voetbalveld
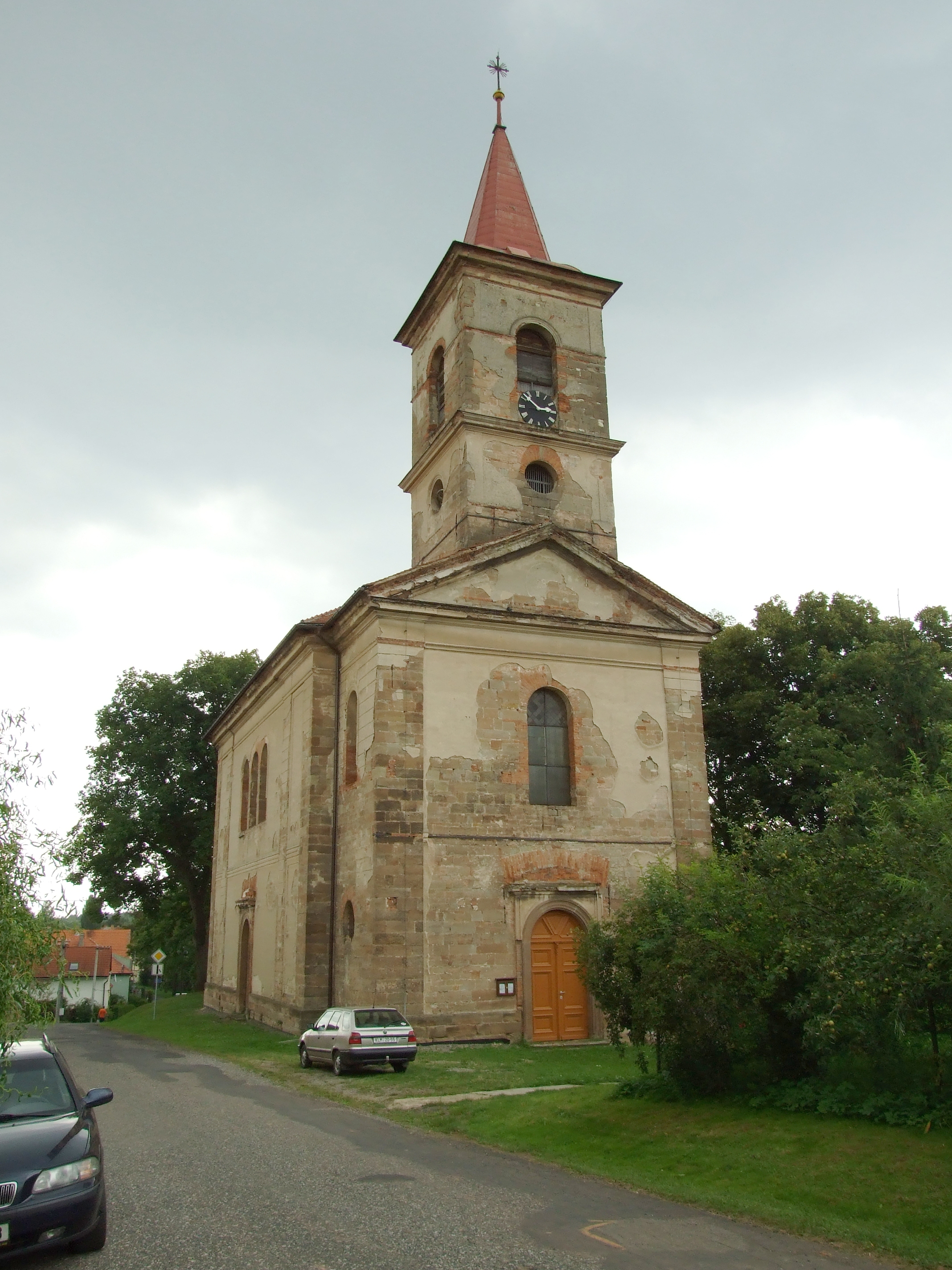
Johannes de Doperkerk
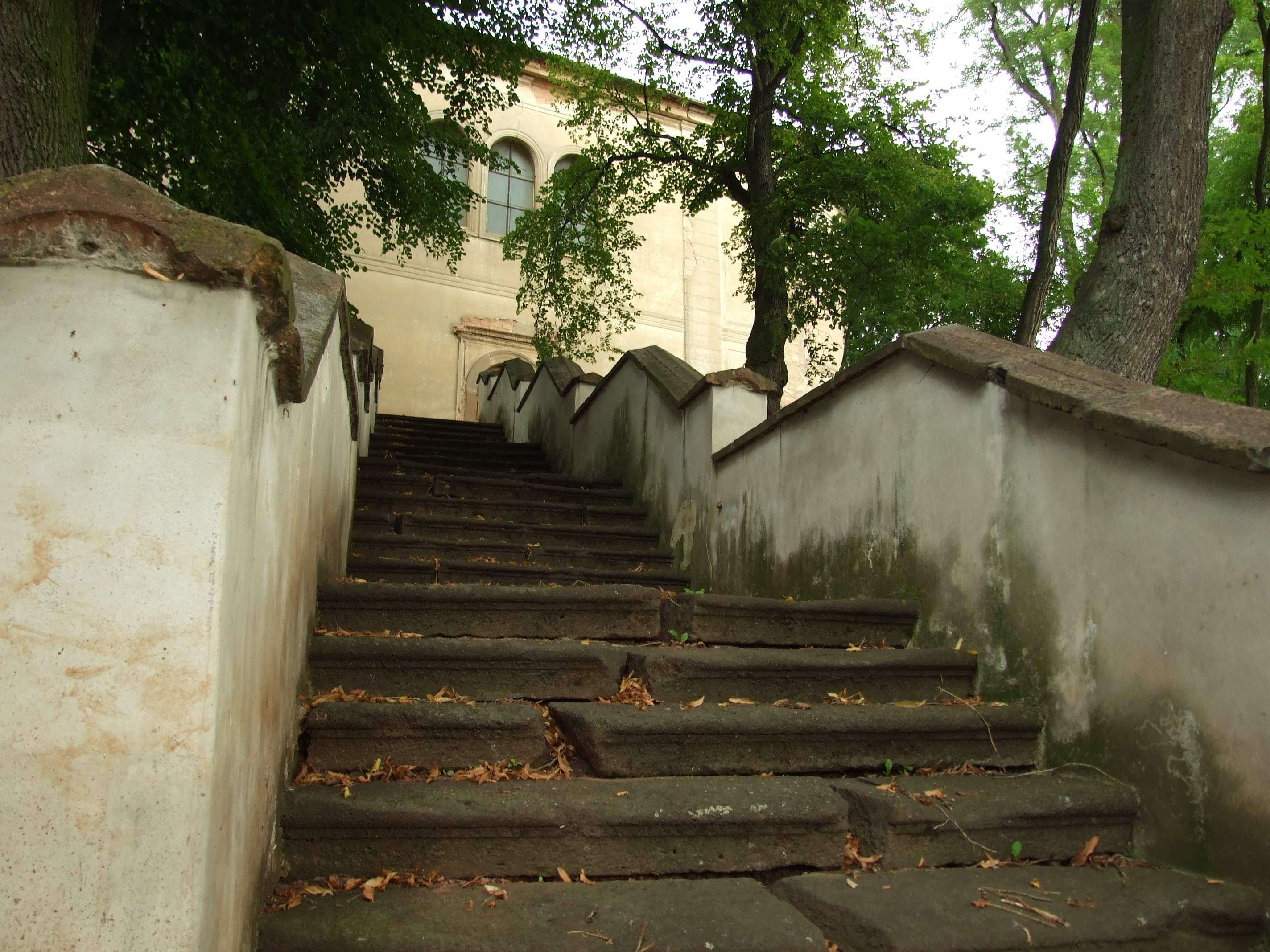
Trap naar de kerk